# 신바드 (희극인)

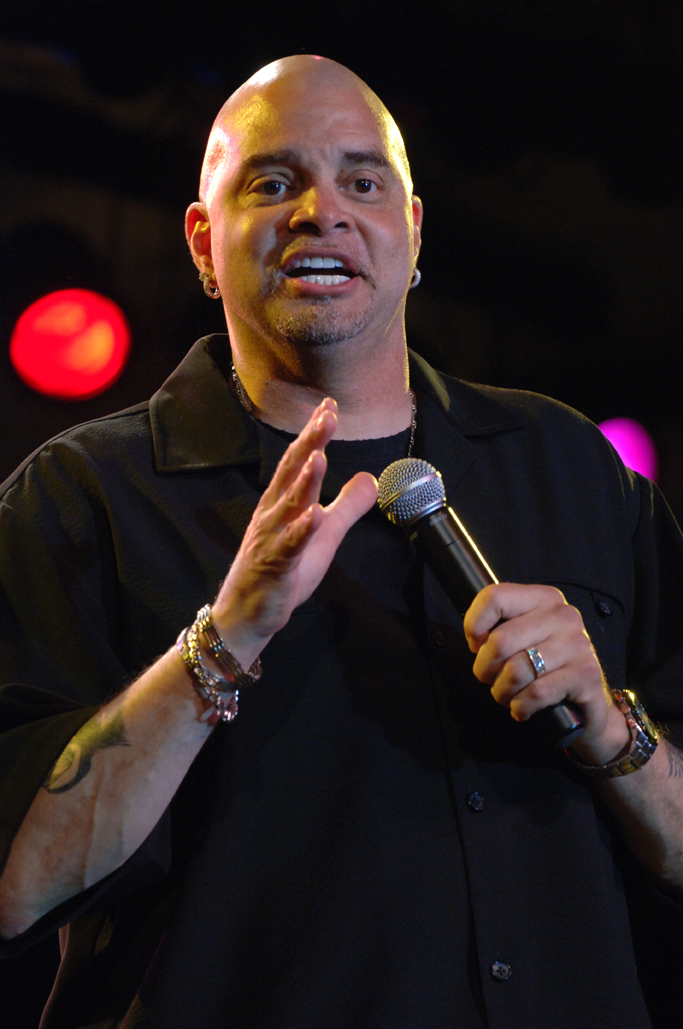

신바드(Sinbad, 본명: 데이비드 앳킨스/David Adkins, 1956년 11월 10일 ~ )는 미국의 스탠드업 코미디언이자 배우이다. 1990년대에 자신만의 HBO 스페셜들에 출연했다. 또, 환희의 터치다운, 솔드 아웃 (영화), 햄버거 특공대, 비행기 (영화) 등의 영화에 출연했다.

## 참여 작품

### 영화
- 환희의 터치다운
- 콘헤드 대소동
- 머나먼 여정 2
- 솔드 아웃 (영화)
- 햄버거 특공대
- 비행기 (영화)

### 텔레비전
- 코스비 가족 만세
- 새터데이 나이트 라이브
- 세서미 스트리트
- 필라델피아는 언제나 맑음
- 패밀리 가이
- 아메리칸 대드!
- 스티븐 유니버스
- 라이온 수호대